# Armed and Dangerous (EP Anthrax)
Armed and Dangerous è il primo EP degli Anthrax, pubblicato nel febbraio 1985 dalla Megaforce Records e prodotto dalla band stessa.

## Il disco
Questa fu la prima registrazione in studio con Joey Belladonna alla voce e Frank Bello al basso

## Edizioni
Alcune edizioni includono anche Soldiers of Metal e Howling Furies, in cui suona la precedente formazione comprendente Neil Turbin e Dan Lilker.

## Curiosità
- La traccia Armed and Dangerous appare anche nell'album Spreading the Disease del 1985.
- God Save the Queen dei Sex Pistols è sull'album Nevermind the Bollocks, Here's the Sex Pistols.

## Tracce
1. Armed and Dangerous – 6:07
2. Raise Hell – 4:03
3. God Save the Queen – 3:02 – cover dei Sex Pistols
4. Metal Thrashing Mad (Live) – 2:51
5. Panic (Live) – 3:45
6. Soldiers of Metal – 3:07 – bonus track
7. Howling Furies – 4:07 – bonus track

## Formazione
- Joey Belladonna - voce
- Scott Ian - chitarra
- Dan Spitz - chitarra
- Frank Bello - basso
- Charlie Benante - batteria, percussioni